# Neotabuda latifrons
Neotabuda latifrons är en tvåvingeart som beskrevs av Lyneborg 1980. Neotabuda latifrons ingår i släktet Neotabuda och familjen stilettflugor. Inga underarter finns listade i Catalogue of Life.